# Contea di Livingston (New York)
La contea di Livingston (in inglese Livingston County) è una contea situata nell'area centro-occidentale dello Stato di New York negli Stati Uniti. Il capoluogo è Geneseo.

## Geografia fisica
La contea si trova nel sud-ovest dello Stato, nella regione dei Finger Lakes. Il territorio passa da una regione pianeggiante nel settentrione a un'area più collinare nella parte meridionale. Il confine sud-occidentale è segnato dal fiume Genesee, che piega poi verso oriente per scorrere nell'area nord-occidentale della contea.
Nell'area meridionale scorrono i fiumi Kesheque Creek e Canaseraga Creek, che confluiscono prima di sfociare nel fiume Genesee. Nell'area centrale è situato il lago Conesus e al confine con la contea di Ontario il lago Hemlock. Al confine nord-orientale scorre il fiume Honoye Creek. Al confine con la contea di Wyoming è situato il parco statale di Letchworth, che protegge una spettacolare gola scavata dal fiume Genesee.

### Contee confinanti
- Contea di Monroe - nord
- Contea di Ontario - est
- Contea di Steuben - sud-est
- Contea di Allegany - sud
- Contea di Wyoming - ovest
- Contea di Genesee - nord-ovest

## Storia
I primi abitanti del territorio della contea furono i nativi Seneca di lingua irochese. Quando furono istituite le Province di New York nel 1683, l'area dell'attuale contea faceva parte della contea di Albany. La contea fu istituita nel 1821, unendo territori che fino ad allora avevano fatto parte delle contee di Genesee e Ontario. Ricevette il nome di Robert R. Livingston, politico e diplomatico che contribuì alla stesura della dichiarazione d'indipendenza, originario dello Stato di New York.
La città di Geneseo fu fondata nel 1789 da coloni provenienti dal Connecticut sul luogo che aveva ospitato uno dei maggiori villaggi degli indiani Seneca.

## Comuni[3]
| - Avon - town - Caledonia - town - Conesus - town - Dansville - village - Geneseo - town - Groveland - town - Leicester - town - Lima - town - Livonia - town - Mount Morris - town - North Dansville - town - Nunda - town - Ossian - town - Sparta - town - Springwater - town - West Sparta - town - York - town |